# (5498) Gustafsson
(5498) Gustafsson es un asteroide perteneciente al cinturón de asteroides descubierto el 16 de marzo de 1980 por Claes-Ingvar Lagerkvist desde el Observatorio de La Silla, Chile.

## Designación y nombre
Designado provisionalmente como 1980 FT3. Fue nombrado Gustafsson en honor de Bengt Gustafsson, profesor de astrofísica teórica y director del Observatorio Astronómico Uppsala, en la finalización de su primer medio centenario.

## Características orbitales
Gustafsson está situado a una distancia media del Sol de 2,247 ua, pudiendo alejarse hasta 2,576 ua y acercarse hasta 1,917 ua. Su excentricidad es 0,146 y la inclinación orbital 2,110 grados. Emplea 1230,50 días en completar una órbita alrededor del Sol.

## Características físicas
La magnitud absoluta de Gustafsson es 14,1. Tiene 3,455 km de diámetro y su albedo se estima en 0,234. 